# Tetraloniella ottiliensis
Tetraloniella ottiliensis är en biart som först beskrevs av Heinrich Friese 1905.  Tetraloniella ottiliensis ingår i släktet Tetraloniella och familjen långtungebin. Inga underarter finns listade i Catalogue of Life.